# 'Amanave
'Amanave è un villaggio delle Samoa Americane appartenente alla contea di Lealataua del Distretto occidentale. Ha una superficie di 0,885 km² e in base al censimento del 2000, ha 287 abitanti.

## Geografia fisica
Il territorio del villaggio comprende parte della punta occidentale dell'isola Tutuila dal capo Taputapu alla baia Amanave compresa l'isola Taputapu e gli scogli Liuvaatoga, Utumatuu, Fagaoo, Niuolepava e Utusiva.